# Timandra obsoleta
Timandra obsoleta là một loài bướm đêm trong họ Geometridae.